# Třída Mersey (1885)
Třída Mersey byla třída chráněných křižníků britského královského námořnictva druhé třídy. Celkem byly postaveny čtyři jednotky této třídy. Ve službě byly od roku 1887.

## Stavba
Plavidla konstrukčně navazovala na předcházející třídy. Novinkou byla pancéřová paluba chránící loď po celé délce. Jako první britské křižníky nenesly oplachtění, přičemž jako první rovněž měly pancéřovanou velitelskou věž. Celkem byly v letech 1883–1889 postaveny čtyři jednotky této třídy.
Jednotky třídy Mersey:
| Jméno  | Loděnice          | Založení kýlu    | Spuštěna         | Vstup do služby | Poznámka |
| ------ | ----------------- | ---------------- | ---------------- | --------------- | --- |
| Mersey | Chatham Dockyard  | 9. července 1883 | 31. března 1885  | 1887            | Do šrotu prodán 1905. |
| Severn | Chatham Dockyard  | 1. ledna 1884    | 29. září 1885    | 1888            | Do šrotu prodán 1905. |
| Thames | Pembroke Dockyard | 14. dubna 1884   | 3. prosince 1885 | 1888            | Od roku 1903 depotní loď. Roku 1920 prodán do Jižní Afriky, kde sloužil jako cvičná loď SATS General Botha. V letech 1942–1945 plovoucí kasárna. V roce 1947 potopen jako umělý útes. |
| Forth  | Pembroke Dockyard | 1. prosince 1884 | 23. října 1886   | 1889            | Od roku 1903 depotní loď. Do šrotu prodán 1921. |

## Konstrukce

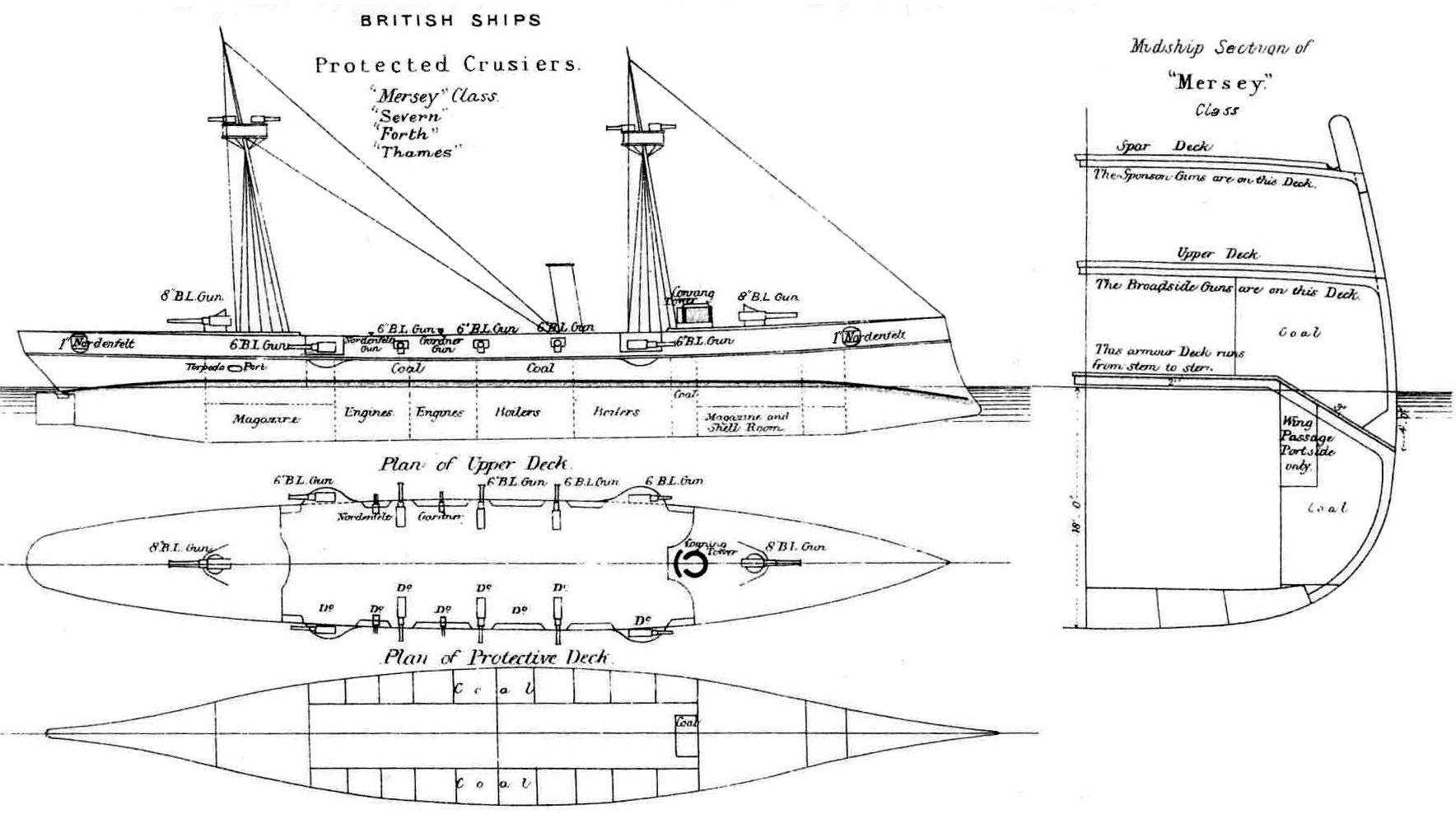
Základní uspořádání třídy

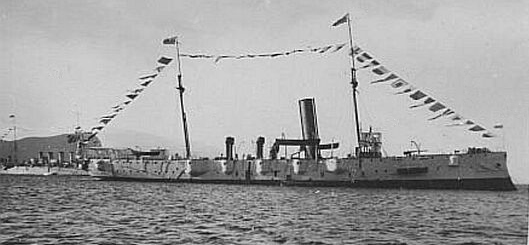
SATS General Botha (ex HMS Thames)

Křižníky nesly dva 203mm kanóny a deset 152mm kanónů, které doplňovaly tři 57mm kanóny, tři 47mm kanóny, devět kulometů a čtyři 356 mm torpédomety. Příď byla opatřena klounem. Pohonný systém tvořilo 12 kotlů a dva parní stroje o výkonu 4500 ihp, pohánějící dva lodní šrouby. Nejvyšší rychlost dosahovala 17 uzlů. Dosah byl 8750 námořních mil při rychlosti 10 uzlů.